# Pěnkavka mangrovová
Pěnkavka mangrovová (Camarhynchus heliobates) je drobný pěvec z čeledi tangarovití (Thraupidae). Druh popsali R. E. Snodgrass a E. Heller roku 1901. Je endemickým druhem pro Galapágy, kde se vyskytuje pouze na jednom ostrově. Patří mezi nejvzácnější ptáky světa. Nebezpečím jsou především parazitické mouchy a introdukované krysy. Patří mezi tzv. Darwinovy pěnkavy, pojmenované podle vědce Charlese Darwina, kterému vývoj jejich zobáku pomohl objasnit teorii evoluce.
Může být zaměněna s pěnkavkou bledou (Camarhynchus pallidus), která je jí velice podobná a lze je od sebe odlišit pouze typem zpěvu. Navíc je pěnkavka bledá běžnější.

## Výskyt
Pěnkavka mangrovová je endemická pro souostroví Galapágy, kde se vyskytuje pouze na ostrově Isabela. Dříve žila i na Fernandině, ale zde patrně vyhynula.
Poslední zmínka o ní zde je z roku 1971. I na Isabele je ovšem velice vzácná, vyskytuje se tu pouze několik životaschopných populací roztroušených na různých částech ostrova v mangrovníkových porostech. Celková populace je odhadnuta na 80 jedinců s méně než 20 chovnými páry.

## Popis
Pěnkavka mangrovová váží kolem 18 g. Délka se odhaduje na 14 cm. Peří je převážně hnědavé, zadní část těla přechází do olivové. Částečně je u nich vyvinut pohlavní dimorfismus, samci mohou mít při pelichání kolem krku a na hlavě černé peří, které se ovšem postupně ztratí a nezůstane natrvalo. Díky podobnému zbarvení je možné pěnkavky mangrovové zaměnit s na Galapágách běžnými pěnkavkami bledými (Camarhychus pallidus). Odlišit je od sebe jde nejjednodušeji podle různých hlasových projevů.
Pěnkavky se živí především drobným hmyzem. Hledají ho většinou pod dřevem, k čemuž mají uzpůsoben dlouhý a špičatý zobák se zakřivenou špičkou. Mimo živočišné potravy se pěnkavky okrajové živí i rostlinami. Ozývají se opakovanými zvuky „chi’priip”. Doba rozmnožování se kryje s příchodem dešťů, obvykle nastává v prosinci a lednu a končí v květnu, i když hnízdění bylo zaznamenáno i v září. Druh je nejčastěji monogamní, samice snáší průměrně tři vejce, která jsou inkubována dvanáct dní.

## Evoluce
Pěnkavek existuje na Galapágách mnoho druhů. Všechny, včetně pěnkavky mangrovové, se vyvinuly pouze z jednoho druhu, který se sem, jak je předpokládáno, dostal z americké pevniny a rozrůznil se do mnoha forem. Díky velké přizpůsobivosti se pěnkavkám podařilo osídlit téměř všechny ostrovy. Podle toho, jakou potravu zde nacházely, se jim postupně měnil tvar zobáku. Některé ho mají ve tvaru štípacích kleští, aby mohly louskat semena, jiné jako dlouhou pinzetu.

## Taxonomie
Pěnkavka mangrovová patří do čeledi tangarovití (Thraupidae) a rodu Camarhynchus, který tvoří společně s dalšími čtyřmi tzv. Darwinovými pěnkavami. Druh popsali Robert E. Snodgrass a Edmund Heller.

## Ohrožení
Podle IUCN jde o kriticky ohrožený druh. Problém představují introdukované krysy obecné (Rattus rattus) a jiní predátoři. Krysy byly na Galapágy dovezeny již během pirátských výprav v 16. století. V největším nebezpečí bývají mláďata, která se těmto predátorům nedovedou ubránit. Pokles stavů způsobují také parazitické mouchy (Philornis downsi), které mláďatům vysávají krev a oslabují je. Kvůli malé velikosti populace je problémem rovněž příbuzenské křížení.
Poslední nadějí na záchranu druhu je umělý odchov v zajetí. O záchranu tohoto druhu se stará organizace Charles Darwin Foundation (Nadace Charlese Darwina). Roku 2014 byla vejce pěnkavek na Galapágách poprvé odebrána z přírody a odchována v zajetí, přičemž v květnu 2014 byla některá mláďata vypuštěna zpět do volné přírody. Od února do března roku 2015 bylo z volné přírody odebráno 30 vajec a i tato mláďata se v zajetí úspěšně vylíhla.

## Synonyma
- Mangrove Finch
- Cactospiza heliobates
- Geospiza heliobates[14]